# ناثان كومبز
ناثان كومبز هو مستكشف وسياسي أمريكي، ولد في 1826 في ماساتشوستس في الولايات المتحدة، وتوفي في 26 ديسمبر 1877 في نابا في الولايات المتحدة. انتخب عضو جمعية ولاية كاليفورنيا ‏.